# IC 4916
IC 4916 ist eine Spiralgalaxie vom Hubble-Typ Sb im Sternbild Teleskop am Südsternhimmel. Sie ist rund 219 Millionen Lichtjahre von der Milchstraße entfernt.
Das Objekt wurde am 31. August 1904 von Royal Harwood Frost entdeckt.